# 岩井弼次
岩井 弼次（いわい ひつじ、1894年1月17日 - 1969年1月11日）は、日本の医師。

## 経歴
農家の三男として大阪府三島郡磐手村（現・高槻市）で生まれた。1910年、林家の養子になるも、1912年、京都府立医学専門学校（現・京都府立医科大学）に入学。1916年卒業。卒業と同時に実家の岩井家に戻る。
1927年、昭和文化学会に参加。同年末、労働農民党に加入。1928年、労働農民党大阪府連合会常任委員、同党解散後は新党準備会の活動に参加。
1929年、共産党シンパ事件で初検挙。1932年2月、日本共産党に入党。
1933年、治安維持法違反で再検挙、1934年5月に出獄。
1947年、大阪市長選挙（公選1回目）、第23回衆議院議員総選挙に立候補。
1948年、医療民主化全国会議結成、副議長に就任する。1950年、大阪民医連初代会長に就任。1953年、民医連名誉会長に就任。1954年4月、大阪民医連第2回大会で顧問に就任。
1956年、日本共産党大阪府党評議会で府委員に選出。
1960年、中国医学会の招聘により、全国民医連第一次訪中団として訪中。以後、複数回訪中。
1961年、日本国民救援会大阪府本部会長に就任。
1965年および1966年、日本共産党より査問され、全国民医連名誉会長、大阪民医連顧問、国民救援会会長などを辞任。同年、日中友好協会の分裂時、日中友好協会(正統）結成に伴い会員となり、日中友好運動に尽力する。
1969年、死去。死後、日本共産党より除名発表された。

## 関連文献
- 岩井会編『岩井弼次 : 七十五年の足跡』[1]、創生社、2001年12月。
- 『医療運動のあけぼの : 無産者診療所を支えた人々』、医療運動あけぼの会、1959年5月。
- 中井準之助『迷路の道標: 私の戦後史と日本共産党論』、文芸社、2002年。